# کلودوالدو
کلودوالدو (پرتغالی: Clodoaldo؛ زادهٔ ۲۵ سپتامبر ۱۹۴۹) بازیکن سابق فوتبال اهل برزیل است.
از باشگاه‌هایی که در آن بازی کرده‌است می‌توان به باشگاه فوتبال سانتوس اشاره کرد.

## افتخارات

### باشگاهی
باشگاه فوتبال سانتوس
- قهرمان: Campeonato Paulista (قهرمانی ایالت سائو پائولو) در 1967, 1968, 1969, 1973 and 1978.

### بین‌المللی
تیم ملی فوتبال برزیل
- قهرمان: جام جهانی فوتبال در ۱۹۷۰